# Ptiloglossa xanthorhina
Ptiloglossa xanthorhina är en biart som beskrevs av Jesus Santiago Moure 1945. Ptiloglossa xanthorhina ingår i släktet Ptiloglossa och familjen korttungebin. Inga underarter finns listade i Catalogue of Life.